# Josef Albert Amann junior
Josef Albert Amann, Jr. (* 1. Juli 1866 in München; † 17. Oktober 1919 in Konstanz) war ein deutscher Gynäkologe und der Sohn von Josef Albert Amann, dem ersten Gynäkologen, der Vorlesungen auf diesem Gebiet an der Universität München gab.

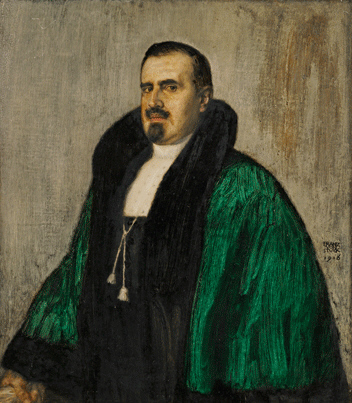
Franz von Stuck: Josef Albert Amann jr., 1916

## Leben
Josef Albert Amann studierte in seiner Heimatstadt unter dem Anatomen Karl Wilhelm von Chuffer, dem Pathologen Otto Ballinger und dem Gynäkologen und Geburtshelfer Franz von Winkle. Nach seiner Approbation im Jahre 1889 ging er nach Berlin, wo er unter anderem auch mit Carl Ruge im Bereich der Mikroskopie zusammenarbeitete. Im Anschluss arbeitete er sechs Jahre an der Münchener Universitäts-Frauenklinik. Seine Habilitation erfolgte 1892 und er folgte seinem Vater als Leiter der gynäkologischen Abteilung des Allgemeinen Krankenhauses München. 1905 wurde er außerordentlicher Professor und erhielt im Jahr darauf eine außerplanmäßige Professur für Gynäkologie und Geburtshilfe. Trotz der schwierigen Arbeitsbedingungen gehörte Amann zu den besten deutschen operierenden Gynäkologen seiner Zeit. 

## Schriften
- Über die Neubildungen der Cervicalportion des Uterus. Habilitation, München 1892.
- Kurzgefasstes Lehrbuch der mikroskopisch-gynäkologischen Diagnostik. Wiesbaden, 1897. 16 + 172 S.